# Paroxyton
Pour un article plus général, voir accent tonique.
En linguistique, un paroxyton est un mot dont l'accent tonique est placé sur la pénultième (avant-dernière) syllabe (d'où la notion de consonne ou voyelle post-tonique).